# Район
Райо́н (от фр. rayon — «пчелиная сота») — территориальная единица в ряде государств: СССР, России, Азербайджана, Беларуси, Кыргызстана, Литвы, Молдавии, Таджикистана, Украины, Узбекистана.
Аналогами районов в других странах можно считать повяты в Польше, округа в США, провинции Испании, номы в Греции. Также районом (или дистриктом) называется административно-территориальная единица в Индии. В Российской империи и в первые годы Советской власти (до 1927 года) аналогом района был уезд.

## Россия
Районы входят в состав республик, областей, краёв. Крупные города делятся на городские районы.
С начала 1990-х годов в ряде субъектов Российской Федерации стали образовываться национальные районы и сельсоветы.
В ходе муниципальной реформы в 2003—2006 гг. практически во всех регионах России были образованы муниципальные районы, территории большинства из них совпали с административными районами.
В современной России районы Якутии называются улусами, районы Тывы — кожуунами.

## СССР
Ранее административно-территориальная единица в союзных республиках, АССР, краях, областях, автономных округах и областях СССР, а также в крупных городах.
Районы были созданы в 1923—1929 вместо уездов и волостей, существовавших в Российской империи.

### Национальные районы РСДРП — РКП (б)
Национальными районами также назывались национальные секции Российской Социал-Демократической Рабочей Партии (большевиков), впоследствии РКП(б) (позднее КПСС) — составные части местных партийных организаций, организуемые для революционной деятельности в среде трудящихся, не владевших или слабо владевших русским языком. Возникли во время революции 1905 года, возродились во время Первой мировой войны в связи с эвакуацией предприятий и рабочих из Царства Польского и прибалтийских губерний: Латышский район «Прометей», Эстонский район при ПК РСДРП (1915), Литовский район в Петрограде (1916) и др.

## Беларусь
Области в Беларуси делятся на 118 районов.

## Германия
Федеральные земли в Германии включают земельные районы (нем. Landkreis).

## Тайвань
В частично признанном государстве Китайской Республике на районы делятся преимущественно города как административно-территориальные части (муниципалитеты и провинциальные города).

## Украина
Постановлением Верховной Рады Украины от 17 июля 2020 № 807-IX «Об образовании и ликвидации районов», вместо 490 районов советского образца и 178 городов регионального подчинения, было создано 136 новых укрупнённых районов с меньшими полномочиями, так как основные полномочия районов перешли на более низкий — в общины (громады) — и высший — в области — уровни.